# Guerra civil
Es denomina guerra civil qualsevol confrontació bèl·lica, la majoria dels participants de la qual no són forces militars regulars, sinó que estan formades per la població civil. La característica més comuna d'aquest tipus de guerra és que el conflicte armat es produeix en un mateix país i, per tant, enfronta persones del mateix lloc —una ciutat, un poble, una comunitat, etc.— que defensen dues ideologies o dos interessos diferents. De vegades, en aquesta conflagració hi intervenen unitats estrangeres de diversos països, que col·laboren amb els bàndols formats per voluntaris civils simpatitzants amb les diferents ideologies.

## Criteris per a definir-la

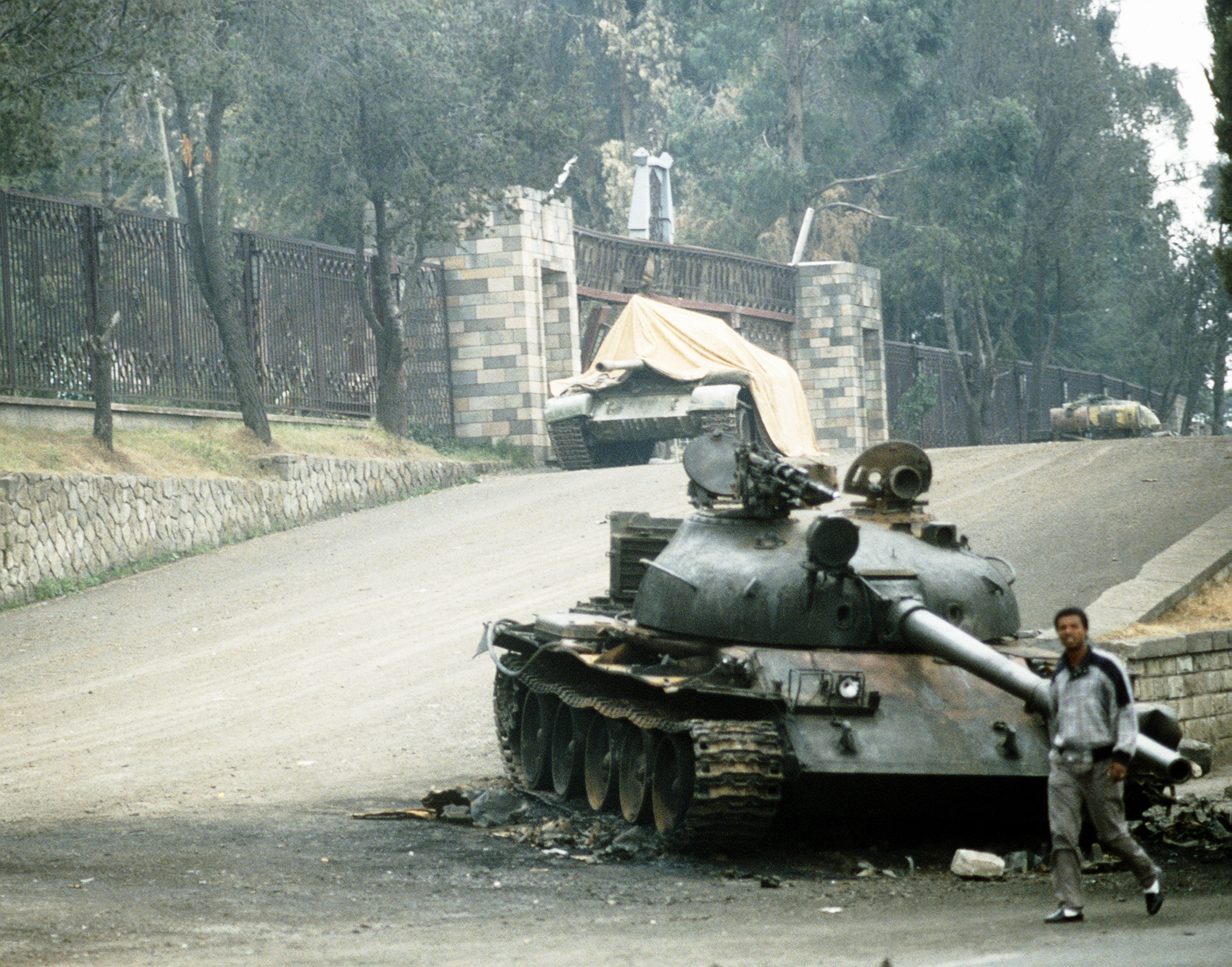
Restes d'un tanc T-62 després que els rebels entressin a Addis Abeba al final de la Guerra Civil d'Etiòpia, 1991.

James Fearon, un investigador de guerres civils de la Universitat Stanford, defineix “guerra civil” com “un conflicte violent dins d'un país, que té lloc entre grups organitzats amb la finalitat de prendre el poder central o regional, o de canviar les polítiques governamentals”. Ann Hironaka especifica, més concretament, que un bàndol de la guerra civil és sempre l'estat. Els investigadors no es posen d'acord en quina és la intensitat que converteix un disturbi civil en una guerra civil. Alguns científics polítics consideren que una guerra civil comporta l'existència de més de 1.000 víctimes, mentre que altres especifiquen que, com a mínim, 100 d'aquestes víctimes han de ser de cada bàndol. La base de dades “Correlacions de les guerres”, d'ús generalitzat entre els investigadors de conflictes, considera guerres civils les que registren més de 1.000 víctimes per cada any de conflicte. Aquesta proporció constitueix una fracció petita si la comparem amb els milions de morts de la Segona Guerra Civil sudanesa i la Guerra Civil cambodjana, per exemple, però exclou de la classificació uns quants conflictes de gran ressò, com ara el Conflicte d'Irlanda del Nord o la lluita del Congrés Nacional Africà en l'era de l'Apartheid sud-africà.
Si ens basem en el criteri de les 1.000 víctimes per any, hi va haver 213 guerres civils del 1816 al 1997, 104 de les quals van tenir lloc entre el 1944 i el 1997. Si ens basem, però, en el criteri menys estricte de 1.000 víctimes, hi va haver més de 90 guerres civils entre el 1945 i el 2007, i hi ha 20 guerres civils en curs des del 2007.

### Altres definicions

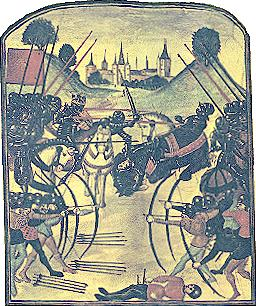
Batalla de Tewkesbury (1471) de la Guerra de les Dues Roses a Anglaterra.

La Convenció de Ginebra no defineix específicament el terme “guerra civil”. Per contra, descriu els criteris que compleixen els actes qualificats de ”conflicte armat de caràcter no internacional”, entre els quals les guerres civils. Entre aquests criteris, hi ha els quatre següents:
- La part en rebel·lió ha d'estar en possessió d'una part del territori nacional.
- La força civil insurgent ha d'exercir de facto autoritat sobre la població de la part en qüestió del territori nacional.
- Els insurgents han de ser reconeguts com a força bel·ligerant.
- El govern oficial s'ha de veure obligat a recórrer a les forces militars regulars per lluitar contra els insurgents organitzats militarment”.

Quan les guerres civils comporten una gran reestructuració del govern al final del conflicte, també s'anomenen revolucions. Els historiadors solen classificar la guerra civil com a insurrecció només si han tingut lloc lluites i batalles entre exèrcits. Altres historiadors, però, parlen de guerra civil quan hi ha una violència prolongada entre faccions organitzades o regions d'un país, independentment de si es tracta de batalles convencionals o no. S'utilitza el terme de guerra de secessió o d'independència quan l'objectiu final és la secessió de part del territori de l'estat i la formació d'un nou estat independent. La frontera entre el concepte de guerra civil i altres formes de conflicte intern dins d'un estat és molt arbitrària, encara que sovint té conseqüències importants en el pla internacional. Per exemple, l'ONU ha limitat la seva competència en matèria de guerres civils, mentre que pot activar mecanismes d'intervenció pel que fa a les guerres de secessió.
Actualment, el continent africà és un niu de guerres civils en molts països, generalment a causa de les lluites pel poder que mantenen les ètnies més importants de cada país. S'anomenen “guerres oblidades” perquè només arriben a ser de domini públic quan es produeix un genocidi o una gran massacre de persones.

## Causes de la guerra civil en el model Collier-Hoeffler
A començament del segle xxi, un equip del Banc Mundial va dur a terme un estudi exhaustiu sobre la guerra civil. L'estructura de l'estudi, que es va anomenar “Model CollierHoeffler”, examinava 78 períodes de cinc anys amb guerra civil entre el 1960 i el 1999, així com 1.167 períodes de cinc anys “sense guerra civil”. L'objectiu era comparar-los i sotmetre les dades a una anàlisi de regressió per veure-hi l'efecte de diversos factors. Estadísticament, es va revelar que els factors que incidien més en la probabilitat que esclatés una guerra civil en un període determinat de cinc anys, eren:

### Capacitat financera

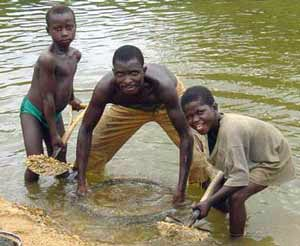
Una dependència econòmica de mercaderies, com és el cas dels diamants extrets per nens a Sierra Leone, es relaciona amb un risc agreujat de guerra civil. (Vegeu la pel·lícula Diamant de sang.)

Una proporció alta de matèries primeres en les exportacions nacionals augmenta significativament el risc d'un conflicte. Un país al pic del perill, amb matèries primeres que comprenen un 32% del producte interior brut, té un risc d'un 22% de caure en una guerra civil en un període de cinc anys, mentre que un país sense exportacions de matèries primeres en té només un 1%. Analitzat de forma desagregada només el petroli mostrava resultats diferents, respecte d'altres mercaderies; un país amb nivells de dependència d'exportacions de petroli relativament baixos té un risc menor que un altre país amb un alt nivell de dependència d'exportacions de petroli. Els autors de l'estudi han interpretat aquest factor com el resultat de la facilitat que tenen les matèries primeres per ser objecte de xarxes d'extorsió, en comparació amb altres sectors productius; per exemple, és més fàcil captar i controlar la producció d'una mina d'or o d'un jaciment petrolífer que la producció d'un sector de la fabricació de peces de vestir o de serveis hospitalaris.
Una segona font relacionada amb les finances és la diàspora nacional, ja que pot finançar rebel·lions i insurreccions des de l'estranger. L'estudi ha constatat que la probabilitat estadística d'esclat de guerra civil en un país amb diàspora nacional varia fins a sis vegades segons el nivell de dispersió de la població del país.

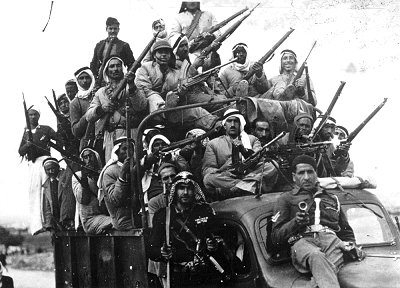
Voluntaris àrabs armats durant la guerra civil de 1947-1948 en el Mandat Britànic de Palestina.

### Cost d'oportunitat de la rebel·lió
Una major escolarització d'ensenyament secundari en la població masculina, uns ingressos per capita i una ràtio de creixement econòmic superiors tenen efectes significatius sobre la reducció de la probabilitat de guerra civil. Concretament, una inscripció masculina a l'escola d'ensenyament secundari d'un 10% per sobre de la mitjana reduïa la probabilitat de conflicte en un 3% aproximadament, mentre que una taxa de creixement d'un 1% més alta que la mitjana en l'ensenyament provocava una caiguda de la probabilitat d'una guerra civil d'un 1% aproximadament. L'estudi ha interpretat aquests tres factors (una major escolarització d'ensenyament secundari en la població masculina, uns ingressos per capita i una ràtio de creixement econòmic superiors) com a substitutius dels beneficis percebuts per la rebel·lió i, per tant, com a inhibidors de l'interès d'afegir-s'hi. Dit d'una altra manera, és menys probable que els homes joves (sector de la població que compon la gran majoria de soldats en les guerres civils) s'uneixin a una rebel·lió si gaudeixen d'una educació i d'un salari, perquè poden suposar raonablement que prosperaran en el futur.
Uns ingressos per capita baixos s'identifiquen com a causa de protestes que reclamen una rebel·lió armada. Tanmateix, si això és cert, es podria esperar que la desigualtat econòmica també fos un factor significatiu en les rebel·lions, i no ho és. Per aquest motiu, l'estudi arriba a la conclusió que el model econòmic de cost d'oportunitat explicava millor els resultats.

### Avantatge militar

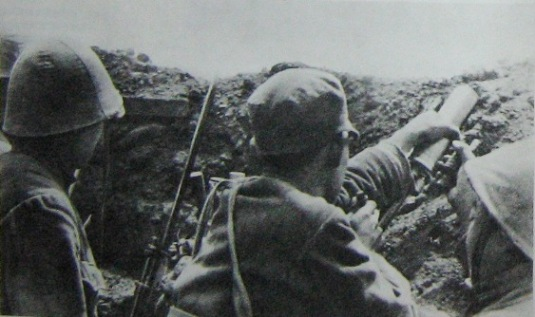
Soldats comunistes durant la batalla de Siping, Guerra Civil xinesa, 1946.

Els alts nivells de dispersió de la població i, en menor mesura, la presència de terreny muntanyós augmenten la probabilitat de conflicte armat. Aquests dos factors afavoreixen les rebel·lions, ja que, d'una banda, una població dispersa fora de les fronteres és més difícil de controlar que una població concentrada en una regió central i, d'una altra, les muntanyes ofereixen als rebels racons on instal·lar-se.

### Queixes
Tot i la teoria popularitzada que les guerres civils comencen més per problemes d'identitat que per raons econòmiques, la majoria dels indicadors relacionats amb les "queixes" eren insignificants estadísticament. De la igualtat econòmica, les lleis polítiques, la polarització ètnica i la fragmentació religiosa, només la dominació ètnica (el cas on el grup ètnic més gran comprèn una majoria de la població) augmentava el risc de guerra civil. Un país que es caracteritza per la dominació ètnica té gairebé dues vegades més probabilitats que un altre de caure en una guerra civil; tanmateix, els efectes combinats de la fragmentació ètnica i la religiosa redueixen la probabilitat d'una guerra civil, sempre que el país eviti la dominació ètnica. L'estudi ha interpretat aquest darrer supòsit com una manifestació que hi ha més probabilitats que els grups minoritaris es rebel·lin si senten que són dominants, però que les rebel·lions es produiran probablement amb una població més homogènia i amb més cohesió dels rebels. Aquests dos factors es poden veure en molts casos com a mitigadors l'un de l'altre.

### Població
Els diversos factors que contribueixen al risc de l'esclat d'una guerra civil augmenten, de forma gairebé proporcional, amb l'augment de la població.

### Temps
Com més temps hagi passat des de l'última guerra civil, és menys probable que es repeteixi un conflicte. L'estudi té dues explicacions possibles per a aquest fet; una basada en l'oportunitat i l'altra en la queixa. Així, el temps passat pot representar la depreciació de qualsevol capital que la rebel·lió hagués pogut aconseguir (i així augmentar el cost d'oportunitat per reprendre el conflicte), o bé, el temps passat pot representar el procés gradual de curar antigues ferides. Una altra conclusió de l'estudi és que la presència de la diàspora reduïa de forma substancial l'efecte positiu de temps, mentre que el finançament d'aquesta diàspora compensava la depreciació de capital específica de rebel·lió.

## Durada de les guerres civils
Ann Hironaka, autora de Neverending Wars, divideix la història moderna de les guerres civils en presegle xix, segle xix, començaments del segle XX i el final del segle xx. A l'Europa del segle xix la durada de les guerres civils es va reduir significativament, i en gran manera, per la naturalesa dels conflictes (com batalles pel poder central de l'estat, la força dels governs centralitzats i la intervenció normalment ràpida i decisiva d'altres estats per donar suport al govern). Després de la Segona Guerra Mundial la durada de les guerres civils va augmentar, principalment i a diferència de la norma d'abans del segle xix, per la debilitat dels estats postcolonials i per la participació de potències més poderoses als dos bàndols del conflicte. El fet més evident i determinant és que les guerres civils sempre s'esdevenen als estats més fràgils.

### Guerres civils en elseglexixi començament del XX

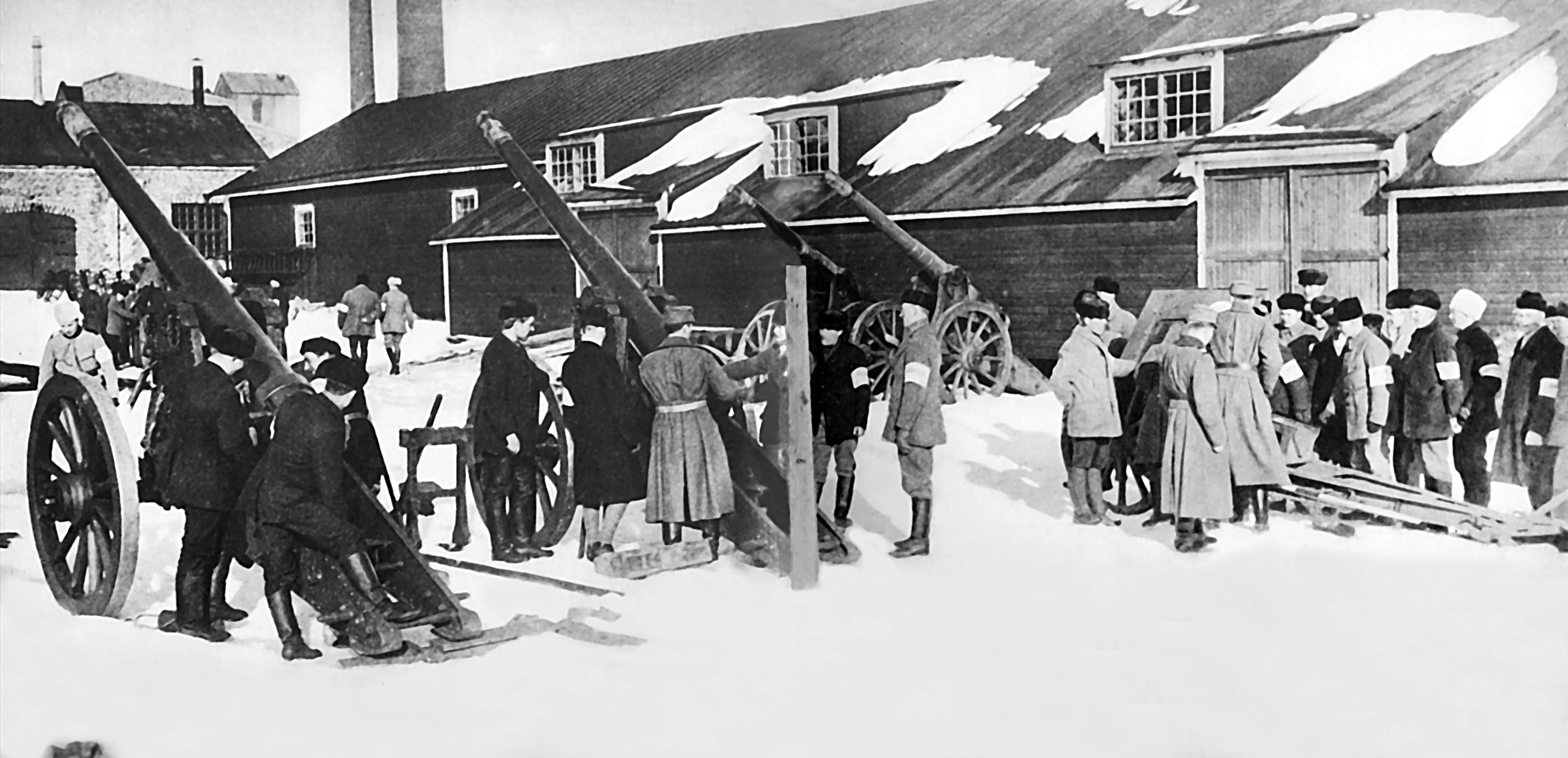
Una escola d'artilleria instal·lada pels no socialistes "Blancs" durant la Guerra Civil finlandesa, 1918.

Les guerres civils en el segle xix i començament del XX varen tendir a ser de curta durada; la llargada mitjana d'una guerra civil entre 1900 i 1944 va ser d'un any i mig. L'estat mateix era el centre obvi d'autoritat en la majoria de casos, i l'objectiu de les guerres civils era aconseguir el control de l'estat. Per tant, qualsevol que tingués control de la capital i dels militars normalment abatia la resistència. Si la rebel·lió fracassava a l'hora de controlar ràpidament la capital i els militars, estava condemnada a una destrucció ràpida. Per exemple, la lluita associada a la Comuna de París de 1871 va acabar ràpidament en el moment en què els militars donaren suport al govern.
Les dues ideologies globals més grans, la monarquia i la democràcia, s'han enfrontat en diverses guerres civils; tanmateix, el domini monàrquic de la major part del període no ha desenvolupat un món dividit entre ambdues ideologies. Els estats monàrquics varen intervenir en alguns països per aturar els moviments democràtics que prenien el control i formaven governs democràtics, ja que els consideraven perillosos i imprevisibles. El Congrés de Viena, celebrat de l'1 d'octubre de 1814 al 9 de juny de 1815, fou una conferència entre els ambaixadors de les majors potències d'Europa, en què es redibuixà el mapa polític del nou continent; en aquest congrés s'hi definiren les Potències Centrals, formades pel Regne Unit, l'Imperi Austrohongarès, Prússia, França i Rússia. Aquestes potències sovint coordinaven les intervencions de les guerres civils d'altres nacions, i gairebé sempre donaven suport al govern. Atesa la força militar dels Grans Poders, aquestes intervencions eren gairebé sempre decisives i acabaven ràpidament amb les guerres civils.
Tanmateix, hi ha algunes excepcions a la regla general de guerres civils de curta durada. La Guerra Civil dels Estats Units (1861-1865) va ser inusual com a mínim per dues raons: es combatia per la defensa de les identitats regionals més que no pas per les ideologies polítiques, i s'acabà com una guerra de desgast, en comptes d'una batalla decisiva pel control de la capital, com era la norma. La Guerra Civil espanyola (1936-1939) va ser excepcional perquè els dos bàndols de la guerra rebien suport d'altres grans potències: Alemanya, Itàlia i Portugal sostenien el líder revoltat, el general Franco, mentre que França i Rússia donaven suport al govern.

### Guerres civils des de 1945
Durant els anys 90, hi havia vint guerres civils de mitjana a l'any aproximadament, una proporció al voltant de deu vegades més la mitjana històrica des del segle xix. Tanmateix, la proporció de noves guerres civils no havia augmentat de manera considerable; la pujada dràstica en el nombre de guerres en curs després de la Segona Guerra Mundial va comportar triplicar la durada mitjana de les guerres civils per sobre de quatre anys. Aquest increment era el resultat de l'augment del nombre d'estats, la fragilitat dels estats formats després de 1945, la decadència de les guerres interestatals i la rivalitat de la Guerra Freda.
Després de la Segona Guerra Mundial, les grans potències europees dissolgueren les seves colònies de forma accelerada: el nombre d'estats excolonials augmentà de 30 a gairebé 120 estats després de la guerra. La proporció de nous estats es va anivellar els anys 80. Val a dir que més estats també significava més candidats a tenir guerres civils llargues. Hironaka va mesurar estadísticament l'impacte del creixent nombre d'estats excolonials amb la creixent incidència de les guerres civils posteriors a la Segona Guerra Mundial i va arribar a la conclusió que hi havia un increment d'un 165% més de guerres civils que en el període previ a 1945.
Els nous estats excolonials semblaven seguir el guió dels estats occidentals idealitzats (creaven un govern centralitzat, el territori tenia ben marcades les fronteres, les lleis eren definides, hi havia una bandera nacional, un himne, un seient a les Nacions Unides i una política econòmica oficial), tanmateix eren molt més dèbils que els estats occidentals en què es basaven. El desenvolupament de fortes estructures administratives, en particular les relatives a l'obtenció d'impostos, està associat a la guerra intensa entre estats europeus depredadors dels segles xvii i XVIII, per tant, "La guerra feia l'estat i l'estat feia guerra" segons Charles Tilly. Per exemple, la formació dels estats moderns d'Alemanya i d'Itàlia al segle xix està associada amb les guerres d'expansió i consolidació dutes a terme per Prússia i Sardenya, respectivament. El procés occidental, que consistia a formar burocràcies eficaces i impersonals, desenvolupar sistemes fiscals eficaços i integrar territori nacional, va continuar al segle xx; fins a arribar al punt que, a la fi de la Primera Guerra Mundial, alguns reclutes militars francesos de regions rurals eren incapaços d'anomenar el país pel qual estaven lluitant. No obstant això, els estats occidentals que van sobreviure a la segona meitat del segle xx van ser considerats "forts" per la simple raó que havien aconseguit desenvolupar unes estructures institucionals i la capacitat militar necessària per a sobreviure a la depredació dels estats companys.

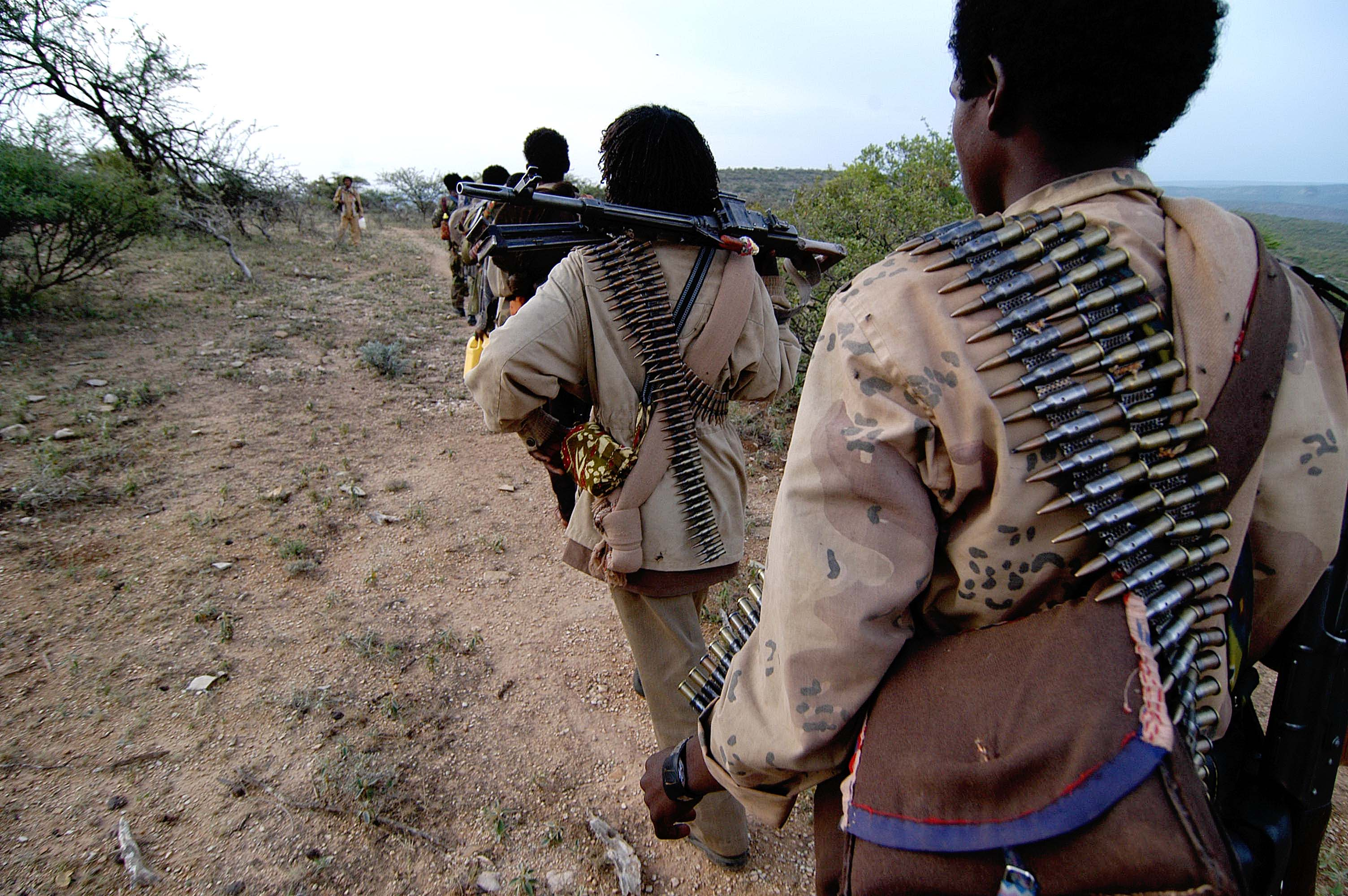
Una banda del Front Nacional d'Alliberament de l'Ogaden es rebel·la a Etiòpia, 2006.

En contrast, la descolonització fou un procés totalment diferent de la formació d'estats. La majoria de les potències imperials no havia previst la necessitat de preparar les seves colònies per a la independència; per exemple, la Gran Bretanya havia concedit un autogovern limitat a l'Índia i a Sri Lanka, mentre que tractava a la Somàlia britànica com una corresponsalia comercial; així mateix succeïa a França, on totes les decisions essencials per a les seves colònies es prenien a París i Bèlgica, i es prohibí qualsevol autogovern fins que, de cop i volta, es concedí la independència de les seves colònies el 1960. De la mateixa manera que havia succeït en els estats occidentals dels segles anteriors, a les noves excolònies els mancaven burocràcies autònomes que prenguessin decisions basades en el benefici de la societat en el seu conjunt, i caigueren en la corrupció i el nepotisme que afavorí un grup d'interès en particular. En aquesta situació, les faccions manipularen l'estat per a beneficiar-se a si mateixos o, alternativament, els líders estatals utilitzaren la burocràcia per promoure el seu propi egoisme. La manca de govern creïble s'agreujà pel fet que, amb la independència, la majoria de les colònies eren generadors de pèrdues econòmiques, ja que els mancava una base econòmica productiva i un sistema d'impostos per extreure eficaçment recursos de l'activitat econòmica. L'Índia és un dels pocs estats que fou rendible quan fou independent; alguns investigadors també hi afegeixen Uganda, Malàisia i Angola. Les potències imperials no tenien com a prioritat la integració territorial i descoratjaven el nacionalisme naixent. Molts dels estats nous independents es trobaren empobrits, amb poca capacitat administrativa en una societat fragmentada, mentre que se'ls plantejava l'expectativa de satisfer les demandes d'un estat modern. Aquests tipus d'estats es consideren "dèbils" o "fràgils". La categorització de "dura" o "dèbil" no és equivalent al binomi "occident" i "no-occident", és a dir, no totes les excolònies poden qualificar-se de "dèbils", ja que en alguns estats llatinoamericans, com és el cas de l'Argentina i el Brasil, no va succeir aquest binomi i es considera que alguns estats d'Orient Mitjà, com Egipte i Israel, tenen estructures administratives "dures" i grans infraestructures econòmiques.

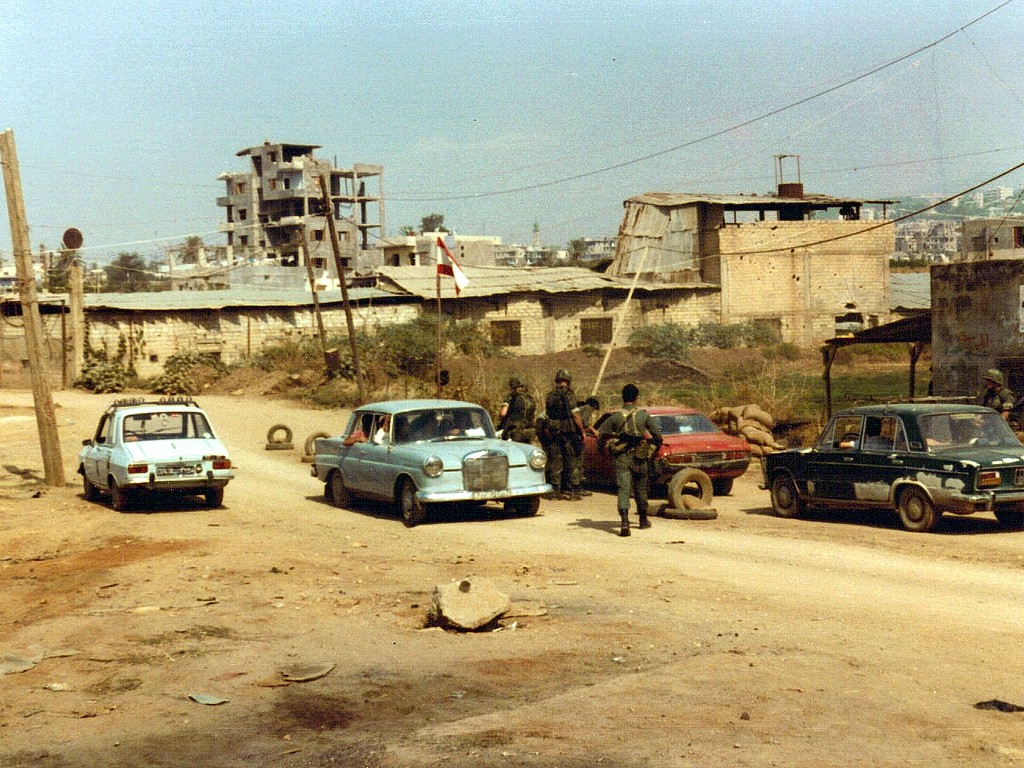
Un control manejat per l'exèrcit Libanès i la Infanteria de Marina dels Estats Units, 1982. La Guerra Civil libanesa (1975-1990) es caracteritzava per intervencions estrangeres múltiples.

Històricament, la comunitat internacional va incitar els estats dèbils a realitzar absorcions territorials o dominacions colonials o, alternativament, els va fragmentar en territoris prou petits per a ser administrats de forma eficaç i, alhora, prou segurs com a potències locals. Tanmateix, arran de la Segona Guerra Mundial, les normes internacionals canviaren i donaren suport a l'existència d'estats dèbils: els estats dèbils tenen sobirania de iure, com els altres estats, encara que no tenen sobirania de facto o control del seu propi territori, incloent-hi els privilegis de reconeixement diplomàtic internacional i un vot igual en les Nacions Unides; a més, la comunitat internacional ofereix ajut al desenvolupament dels estats dèbils, la qual cosa ajuda a mantenir la façana d'un estat modern que funciona fent veure que és capaç de complir les seves responsabilitats de control i d'ordre. La formació d'un règim de dret internacional estricte i d'unes normes en contra de l'agressió territorial està associada estretament amb el degoteig dramàtic de guerres interestatals, encara que també s'ha atribuït a l'efecte de la Guerra Freda o al canvi del desenvolupament econòmic. Consegüentment, la comunitat internacional condemna cada vegada més l'agressió militar que ocasiona l'annexió territorial, la censura diplomàtica, la reducció de l'ajut internacional i la introducció de sancions econòmiques, o, com succeí en el cas de la Invasió de Kuwait per l'Iraq el 1990, una intervenció militar internacional per a invertir l'agressió territorial. De manera similar, la comunitat internacional s'ha negat, en gran part, a reconèixer regions secessionistes, tot i que manté alguns estats com ara Xipre i Taiwan en els llimbs del reconeixement diplomàtic. Tot i que no hi ha un gran volum d'estudis acadèmics que examinin aquesta relació, l'estudi estadístic d'Hironaka troba una correlació que suggereix que cada declaració antisecessionista internacional augmenta el nombre de guerres civils en curs en un 10%, fet que representa un total d'un 114% de guerres entre 1945 i 1997. Per tant, la protecció diplomàtica i legal que ofereix la comunitat internacional, juntament amb el suport econòmic als governs dèbils per a desencoratjar la secessió, té l'efecte contrari que es busca, ja que fomenta les guerres civils.

## Guerres civils de la història

### Edat antiga
Primera Guerra Civil romana (88 aC-81 aC))
 Segona Guerra Civil romana (49 aC – 45 aC)
 Tercera Guerra Civil romana (43 aC - 42 aC)

### Edat mitjana
Guerra de les Dues Roses (1445-1485)
Conflictes dinàstics entre els membres de la Casa de York contra els de la Casa de Lancaster, que lluitaren intermitentment per aconseguir que un dels seus membres fos rei d'Anglaterra. Acabà amb l'edat mitjana a les Illes Britàniques, en què el triomf definitiu fou per la dinastia dels Tudor.
 Guerra Civil navarresa (1451-1455)
 Guerra Civil catalana (1462-1472)
És l'enfrontament armat entre Joan II d'Aragó i les institucions catalanes (Diputació del General i Consell de Cent) per obtenir el control polític. La mort de Carles de Viana —protegit de Catalunya i enfrontat amb el seu pare Joan I— va ser l'excusa per formalitzar l'inici d'una contesa que, de fet, s'estava covant des del seu predecessor Alfons el Magnànim.

### Edat moderna
Guerra Civil japonesa (1476-1568)
Conflictes que hi va haver al Japó per diferents circumstàncies. Un dels clans d'aquella època va ser el clan Matsudaira.

### Edat contemporània

#### Seglexix
Guerres carlines (1833-1876)
Conflictes dinàstics entre dues branques de la casa Borbó per la successió a la corona. D'un costat, Isabel II i, posteriorment, el seu fill Alfons XII; de l'altre, Carles Maria Isidre de Borbó i Parma, germà de Ferran VII i els seus descendents.
 Guerra de Secessió (1861-1865)
Enfrontament dels Estats Units d'Amèrica, industrialitzats i abolicionistes, contra els Estats Confederats d'Amèrica, agricultors i esclavistes, per la secessió dels estats del sud de la Unió.
 Guerra Civil xilena (1891)
Conflicte entre forces del Congrés Nacional de Xile que s'enfrontaren contra les del president José Manuel Balmaceda, i acabà amb la victòria dels primers i la implementació d'un sistema parlamentari.
 Guerra dels Mil Dies (1899-1901)
Conflicte intern de Colòmbia entre les forces dels partits Liberal i Conservador, que acabà amb la victòria d'aquests últims i l'establiment d'un estat hegemònic fins a mitjan segle xx.

#### Seglexx
Guerra Civil finlandesa (1918)
 Guerra Civil russa (1918-1922)
Enfrontament entre el govern comunista de la Unió Soviètica i les forces contrarevolucionàries (anomenades "blanques"), que rebien suport dels països occidentals. Acabà amb la victòria dels bolxevics i la consolidació de l'Estat Soviètic.
 Guerra Civil irlandesa (1922-1923)
Es va iniciar com una divisió interna del Sinn Féin (partit polític que liderà la Guerra d'Independència), producte de la negativa d'una facció d'aprovar el Tractat Anglo-Irlandès de 1921, pel qual es creava l'Estat Lliure d'Irlanda i es partia el territori creant la Irlanda del Nord.
 Guerra Civil xinesa (1927-1950)
Conflicte entre les forces del Partit Comunista Xinès liderades per Mao Zedong i l'exèrcit del Guomindang, comandat per Chiang Kai-shek. Durant la invasió japonesa a la Xina va existir una treva entre ambdues parts, amb l'objectiu de destinar esforços mancomunats contra l'enemic comú. Després de la Segona Guerra Mundial, es van reprendre els enfrontaments, que acabaren amb la instal·lació de la República Popular de la Xina el 1950.
 Guerra Civil espanyola (1936-1939)
Enfrontament entre els partidaris de la Segona República espanyola contra els militars de dretes sublevats sota el comandament del general Francisco Franco. Les forces republicanes comptaven entre els seus principals adherits amb membres del Partit Comunista Espanyol, grans grups anarquistes representats per la CNT i el trotskista Partit Obrer d'Unificació Marxista. Amb el suport de l'Alemanya nazi i de la Itàlia feixista, els sublevats derrotaren en una cruenta guerra els seus oponents, entre els quals, brigadistes de més de 50 països. La victòria de Franco significaria una dictadura que duraria fins al 1975.
 Guerra Civil grega (1946-1949)
Conflicte residual de la Segona Guerra Mundial, en el qual guerrillers comunistes (amb el suport de l'URSS) van combatre les forces de la monarquia (amb el suport dels Estats Units), a fi d'implantar un sistema socialista a Grècia.
 Primera (1955-1972) i Segona Guerra Civil sudanesa (1983-2005).
 Guerra Civil d'El Salvador (1980-1992)
Conflicte entre les forces revolucionàries del Frente Farabundo Martí para la Liberación Nacional  (FMLN) —amb el suport de Cuba i la Unió Soviètica— i el govern del Salvador, amb el suport dels Estats Units. Va acabar amb els Acords de Pau de Chapultepec del 1992.
 Guerra dels Balcans (1991-1995)
Va ser un conflicte que es va produir entre els estas de Croàcia, Eslovènia, Macedònia (avui, Macedònia del Nord) i Bòsnia i Hercegovina contra les tropes federals (dominades pels serbis) de la República Federal Socialista de Iugoslàvia. La seva faceta més greu es va produir a Bòsnia, on el conflicte es va desenvolupar entorn de massacres, neteja ètnica i greus violacions del dret internacional humanitari. Va acabar amb la fragmentació del país.
 Primera (1996-1997) i Segona Guerra del Congo (1998-2003)
Producte de la caiguda del dictador Mobutu Sese Seko i del triomf de les guerrilles liderades per Laurent Kabila, es van iniciar dos cicles d'enfrontaments armats entre els habitants de la República Democràtica del Congo (antic Zaire), causats en gran part pel final de la Guerra Freda i la desestabilització provocada pel genocidi de Ruanda; diversos països africans van acabar intervenint-hi. El resultat van ser més de 3,8 milions de morts, i la destrucció i el saqueig de les riqueses naturals del cor de l'Àfrica.